# Електроенергиен системен оператор
„Електроенергиен системен оператор“ ЕАД (ЕСО) е българско държавно предприятие със седалище в София, оператор на националната система за пренос на електрическа енергия.
Обособена от Националната електрическа компания през 2007 година, тя е 100% собственост на държавния Български енергиен холдинг.

## История
От създаването си в средата на XX век националната електропреносна система е част от различни административни структури, обединавящи управлението на цялата електроенергетика. От края на век започва реорганизация на системата, която да позволи либерализация на пазарите на производство и потребление на електроенергия. За тази цел се пристъпва към организационно отделяне на преносната дейност от производството и разпределението на електроенергия. През 2000 година преносните дейности са обособени в Предприятие „Мрежи високо напрежение“ в рамките на Националната електрическа компания, а на 1 април 2007 година са напълно отделени от нея в ЕСО, пряко притежаван от създадения малко по-късно Българския енергиен холдинг.

## Дейност
ЕСО извършва дейността си въз основа на Закона за енергетиката и Директива 2003/54/ЕO, като за тази цел има 35-годишна лицензия, издадена Държавната комисия за енергийно и водно регулиране през 2006 година.
ЕСО извършва три основни дейности:
- Поддръжка и експлоатация на преносната мрежа, включваща към 2022 година далекопроводи на високо напрежение с обща дължина 15 384 km (65% с напрежение 110 kV, 18% на 220 kV и 17% на 400 kV), включително междусистемните връзки към съседни страни, както и 297 подстанции (включително 261 понижаващи към средно напрежение).[4]
- Оперативно управление, контрол и координиране на режима на работа на електроенергийната система, включително на паралелното взаимодействие с електроенергийните системи на други страни.
- Администрира пазара на електрическа енергия.

ЕСО играе важна роля в либерализираната част на пазара на електроенергия в България и осигурява връзката между регулирания и либерализирания сектори. На свободния пазар той регистрира и съдейства за изпълнението на двустранните договори. ЕСО организира балансиращата електроенергия (която координира временните разлики между разполагаеми доставки и търсене) и е страна по всички сделки с балансираща енергия.

## Структура
За извършване на дейността си ЕСО има множество административни и спомагателни отдели. Основната оперативна дейност се извършва от Дирекция „Пренос на електрическа енергия“ и Дирекция „Централно диспечерско управление“.
Дирекция „Пренос на електрическа енергия“ извършва поддръжката и техническия контрол на електропреносната система. То включва 13 териториални подразделения – електропреносни райони – в част от които са обособени още 15 електропреносни подрайона, така че на всяка административна област съответства район или подрайон:
- Район София-град
- Район София-област с подрайони Перник и Кюстендил
- Район Благоевград
- Район Пловдив с подрайони Смолян и Пазарджик
- Район Стара Загора с подрайон Сливен
- Район Хасково с подрайон Кърджали
- Район Бургас с подрайон Ямбол
- Район Варна с подрайон Добрич
- Район Шумен с подрайон Търговище
- Район Русе с подрайони Силистра и Разград
- Район Горна Оряховица с подрайон Габрово
- Район Плевен с подрайон Ловеч
- Район Монтана с подрайони Видин и Враца

Централното диспечерско управление осъществява централизирано оперативно управление, контрол и координиране на режимите на електроенергийната система – регулиране на честотата, напрежението и обменните и реактивни мощности, промени в конфигурацията на преносната мрежа и координация с паралелната работа на системата със системите на съседните страни. То организира и администрира пазара на електроенергия, като предоставя техническите условия за пренос на енергия, съгласно договорите между участниците в него. На централното управление са подчинени четири териториални диспечерски управления – „Запад“ (в София), „Юг“ (в Пловдив), „Север“ (в Плевен) и „Изток“ (във Варна).